# Jugoslavija na Pesmi Evrovizije
Jugoslavija je na Pesmi Evrovizije nastopila 27-krat, in sicer med letoma 1961 in 1992. Bila je edina socialistična država, ki je nastopala na evrovizijskem izboru. Jugoslavija je leta 1989 s skupino Riva in pesmijo »Rock me« dosegla svojo edino evrovizijsko zmago in naslednje leto v Zagrebu gostila izbor.
Leta 1992 je Jugoslavija uradno nastopila na Evroviziji še zadnjič, a je bila že tedaj sestavljena le iz Bosne in Hercegovine, Srbije in Črne gore (glej Federalna republika Jugoslavija na Pesmi Evrovizije). Leto kasneje so na izboru debitirale samostojne države Hrvaška, Slovenija in Bosna in Hercegovina. Leta 1998 je prvič nastopila še Makedonija. Srbija in Črna gora je nastopila prvič šele leta 2004 in zasedla 2. mesto. Od leta 2007 nastopata Srbija in Črna gora kot samostojni državi.
Posamezne republike so Jugoslavijo zastopale takole:
- Hrvaška 10-krat: 1963, 1968, 1969, 1971, 1972, (1985 odstop), 1986, 1978, 1988, 1989, 1990
- Srbija 5-krat: 1973, 1974, 1982, 1991, 1992
- Slovenija 6-krat: 1961, 1962 (obe v srbskem jeziku), 1966, 1967, 1970, 1975
- Bosna in Hercegovina 4-krat: 1964, 1965, 1976, 1981
- Črna Gora 2-krat: 1983, 1984
- Makedonija 0-krat
- Vojvodina 0-krat
- Kosovo 0-krat

Ker makedonski in kosovski predstavniki niso nikoli zmagali v predizborih, ni bila nobena jugoslovanska pesem na Pesmi Evrovizije zapeta v makedonščini ali albanščini.

## Jugoslovanski predstavniki
| Leto | Izvajalec                            | Pesem                    | Mesto  | Točke  |
| ---- | ------------------------------------ | ------------------------ | ------ | ------ |
| 1961 | Ljiljana Petrović                    | Neke davne zvezde        | 8.     | 9      |
| 1962 | Lola Novaković                       | Ne pali svetla u sumrak  | 4.     | 10     |
| 1963 | Vice Vukov                           | Brodovi                  | 11.    | 3      |
| 1964 | Sabahudin Kurt                       | Život je sklopio krug    | 13.    | 0      |
| 1965 | Vice Vukov                           | Čežnja                   | 12.    | 2      |
| 1966 | Berta Ambrož                         | Brez besed               | 7.     | 9      |
| 1967 | Lado Leskovar                        | Vse rože sveta           | 8.     | 7      |
| 1968 | Luciano Capurso in Hamo Hajdarhodžić | Jedan dan                | 7.     | 8      |
| 1969 | Ivan & 3M                            | Pozdrav svijetu          | 13.    | 5      |
| 1970 | Eva Sršen                            | Pridi, dala ti bom cvet  | 11.    | 4      |
| 1971 | Kićo Slabinac                        | Tvoj dječak je tužan     | 14.    | 68     |
| 1972 | Tereza Kesovija                      | Muzika i ti              | 9.     | 87     |
| 1973 | Zdravko Čolić                        | Gori vatra               | 15.    | 65     |
| 1974 | Korni grupa                          | Moja generacija          | 12.    | 6      |
| 1975 | Pepel in kri                         | Dan ljubezni             | 13.    | 22     |
| 1976 | Ambasadori                           | Ne mogu skriti svoju bol | 17.    | 10     |
| 1977 | /                                    |                          |        |        |
| 1978 | /                                    |                          |        |        |
| 1979 | /                                    |                          |        |        |
| 1980 | /                                    |                          |        |        |
| 1981 | Vajta                                | Lejla                    | 15.    | 35     |
| 1982 | Aska                                 | Halo, Halo               | 14.    | 21     |
| 1983 | { Daniel                             | Džuli                    | 4.     | 125    |
| 1984 | Vlado & Isolda                       | Ciao, amore              | 18.    | 26     |
| 1985 | Zorica Kondža                        | Pokora                   | odstop | odstop |
| 1986 | Doris Dragović                       | Željo moja               | 11.    | 49     |
| 1987 | Novi fosili                          | Ja sam za ples           | 4.     | 92     |
| 1988 | Srebrna krila                        | Mangup                   | 6.     | 87     |
| 1989 | Riva                                 | Rock Me Baby             | 1.     | 137    |
| 1990 | Tajči                                | Hajde da ludujemo        | 7.     | 81     |
| 1991 | Bebi Dol                             | Brazil                   | 21.    | 1      |
| 1992 | Extra Nena                           | Ljubim te pesmama        | 13.    | 44     |

## Nastopi slovenskih predstavnikov
Prvi nastop: Slovenija je kot del SFRJ prvič nastopila na Izboru za pesem evropske radiodifuzne zveze v Luksemburgu leta 1966 s pesmijo Brez besed, pevko Berto Ambrož. Pesem je zasedla 7. mesto.
Drugi nastop: Še naslednjega leta je Jugoslavijo zastopal slovenski pevec Lado Leskovar s pesmijo Vse rože sveta. Dosegel je 7 točk in s tem 8. mesto.
Tretji nastop: Eva Sršen je kot tretji slovenski predstavnik Jugoslavijo predstavljala leta 1970 s pesmijo Pridi, dala ti bom cvet. Dosegla je 4 točke in s tem 11. mesto. Pevka je bila tedaj stara 16 let.
Četrti nastop: Popularna skupina Pepel in kri je Jugoslavijo kot četrti zaporedni slovenski predstavnik zastopala s pesmijo Dan ljubezni. Kljub temu, da je bila pesem zelo lepo tako napisana kakor odpeta in je s strani nekaterih kritikov dosegala velike pohvale, je z 22 točkami pristala na 13. mestu. To je bil do leta 1993 hkrati zadnji nastop slovenskih pevcev na Izboru za pesem Evrovizije.

## Zgodovina glasovanja (1975–1992)
Jugoslavija je dala največ točk:
| #  | Država              | Točke |
| -- | ------------------- | ----- |
| 1. | Italija             | 62    |
| 2. | Švica               | 61    |
| 3. | Združeno kraljestvo | 57    |
| 4. | Francija            | 56    |
| 5. | Izrael              | 54    |

Jugoslavija je prejela največ točk od:
| #  | Država    | Točke |
| -- | --------- | ----- |
| 1. | Turčija   | 80    |
| 2. | Izrael    | 64    |
| 3. | Ciper     | 59    |
| 4. | Danska    | 52    |
| 5. | Islandija | 48    |